# 유령 출몰지
유령 출몰지(The Haunted Village, The Haunted Palace)는 미국에서 제작된 로저 코먼 감독의 1963년 영화이다. 빈센트 프라이스 등이 주연으로 출연하였고 로저 코먼 등이 제작에 참여하였다.

## 출연

### 주연
- 빈센트 프라이스
- 데브라 파겟

### 조연
- 론 채니 주니어
- 레오 고든
- 엘리사 쿡 주니어
- 존 디어키스
- 밀턴 파슨스
- 가이 윌커슨
- 바보라 모리스
- 브루노 비소타
- I. 스탠포드 졸리
- 프랭크 맥스웰
- 해리 엘러비

## 제작진
- 원작자: 러브크래프트
- 미술: 다니엘 할러
- Ass-PD: 로널드 신클레어